# Lagoa Seca (Flores)
Lagoa Seca (portugiesisch für „trockener See“), auch Caldeira Seca, ist ein Kratersee im Westen der portugiesischen Azoren-Insel Flores, der zum Kreis Santa Cruz das Flores gehört. Der See liegt im Naturschutzgebiet Reserva Natural do Morro Alto e Pico da Sé. Er ist etwa 2 Hektar groß und sehr seicht. Im Sommer trocknet er oft aus und wird zu einem Sumpf.